# Mellicta orientalis
Mellicta orientalis är en fjärilsart som beskrevs av Ménétriés 1859. Mellicta orientalis ingår i släktet Mellicta och familjen praktfjärilar. Inga underarter finns listade i Catalogue of Life.